# Colin Newman
Colin Newman (Salisbury, 16 settembre 1954) è un cantante, polistrumentista e produttore discografico britannico, celebre come cantante del gruppo punk britannico Wire.

## Biografia
Newman forma gli Overload nel 1976 al Watford Art College di Londra, assieme a George Gill e Bruce Gilbert. Assieme a Graham Lewis e Robert Gotobed, il gruppo si forma con il nome Wire. Durante la pausa temporanea del gruppo, Newman inizia una carriera da solista, pubblicando nel 1980 A-Z con la Beggar's Banquet e la Restless. L'album non si discosta eccessivamente dalle sonorità dei Wire, anche per la presenza di Robert Gotobed e Mike Thorne, mentre alcune tracce, tra le quali Order for Order, si caratterizzano per una maggiore melodicità. Il secondo LP di Newman è Provisionally Entitled the Singing Fish, completamente strumentale, le cui tracce sono titolate con una semplice numerazione. L'album viene pubblicato nel 1981 dalla 4AD. Nel 1982 la 4AD pubblica anche l'opera successiva, Not To, contenente materiale originale e tracce originalmente scritte per i Wire.
Dopo aver prodotto ...If I Die, I Die dei Virgin Prunes, il cantante si trasferisce in India per un anno. Al suo ritorno, nel 1984, si riformano i Wire, con cui pubblica nel 1986 The Ideal Copy. Nello stesso anno pubblica un nuovo album da solista, Commercial Suicide, con la Crammed Discs. L'album, nonostante il titolo ironico, non è caratterizzato da una forte commercialità, quanto piuttosto da influenze britpop e indie rock. It Seems, uscito nel 1988 per la Restless, è in continuità con l'album precedente, pur rappresentando uno sviluppo dell'utilizzo del sequencer Entrambi gli album vedranno una collaborazione di Malka Spigel.
Nel 1991 Alone viene inclusa nella colonna sonora del film di Jonathan Demme, Il silenzio degli innocenti, vincitore di 5 premi Oscar. Nel 1997 esce Bastard, nuovo album da solista pubblicato dalla sua Swim, totalmente strumentale e incentrato su un largo uso di loop di chitarra e del campionamento.
Nel 2000 si riuniscono i Wire, con i quali ha pubblicato fino al 2008 altri quattro album. Dal 2004, inoltre, Newman lavora con i Githead, quartetto composto dallo stesso assieme a Malka Spigel, Max Franken e Robin Rimbaud. Colin Newman è anche direttore di PostEverything e si occupa della Pink Flag Records, etichetta dei Wire.
Newman ha prodotto, arrangiato e missato pubblicazioni di molti altri artisti, tra i quali Virgin Prunes, Parade Ground, Minimal Compact, Alain Bashung, Silo e Lobe alla produzione e Hawkwind, Dead Man Ray, Fennesz, Polysics e Celebricide, oltre agli stessi Wire dal 2000, al missaggio.

## Discografia

### Solista

#### Album studio
- 1980 - A-Z (Restless)
- 1981 - Provisionally Entitled the Singing Fish (4AD)
- 1982 - Not To (4AD)
- 1986 - Commercial Suicide	(Enigma)
- 1988 - It Seems (Restless)
- 1997 - Bastard (World Domination)

#### Raccolte
- 1988 - Provisionally Entitled the Singing Fish/Not To	(Enigma)
- 2005 - Commercial Suicide & Interview (Crammed Discs)

### Con i Wire

#### Album studio
- 1977 - Pink Flag
- 1978 - Chairs Missing
- 1979 - 154
- 1987 - The Ideal Copy
- 1988 - A Bell Is a Cup...Until It Is Struck
- 1990 - Manscape
- 1991 - The Drill
- 1991 - The First Letter
- 2000 - The Third Day
- 2003 - Send
- 2006 - Pinkflag (America)
- 2008 - Object 47

### Con i Githead

#### Album studio
- 2005 - Profile (Swim)
- 2007 - Art Pop (Swim)

#### EP
- 2004 - Headgit (Swim)

### Con gli Immersion

#### Album studio
- 1994 - Oscillating (Swim)
- 1995 - Remixes (Immersion) (Swim)
- 1995 - The Full Immersion: Remixes, Vol. 1 (Swim)
- 2000 - Low Impact (Swim)
- 2008 - Happy People Factories (Believe)

#### Singoli
- 1995 - Remixes, Vol. 1 (Swim)
- 1995 - Remixes, Vol. 2 (Swim)
- 1995 - Remixes, Vol. 3 (Swim)
- 1996 - Immersion (Swim)

### Altre collaborazioni
- 1993 - Rosh Ballata (Malka Spigel, Swim)
- 1994 - Tree (Oracle, Swim)
- 1997 - Hide (Malka Spigel, Swim)
- 1997 - My Pet Fish (Malka Spigel, Swim)
- 1999 - Live (Spigel * Newman * Colin * Malka, Swim)